# وسائط متعددة قابلة للإزالة

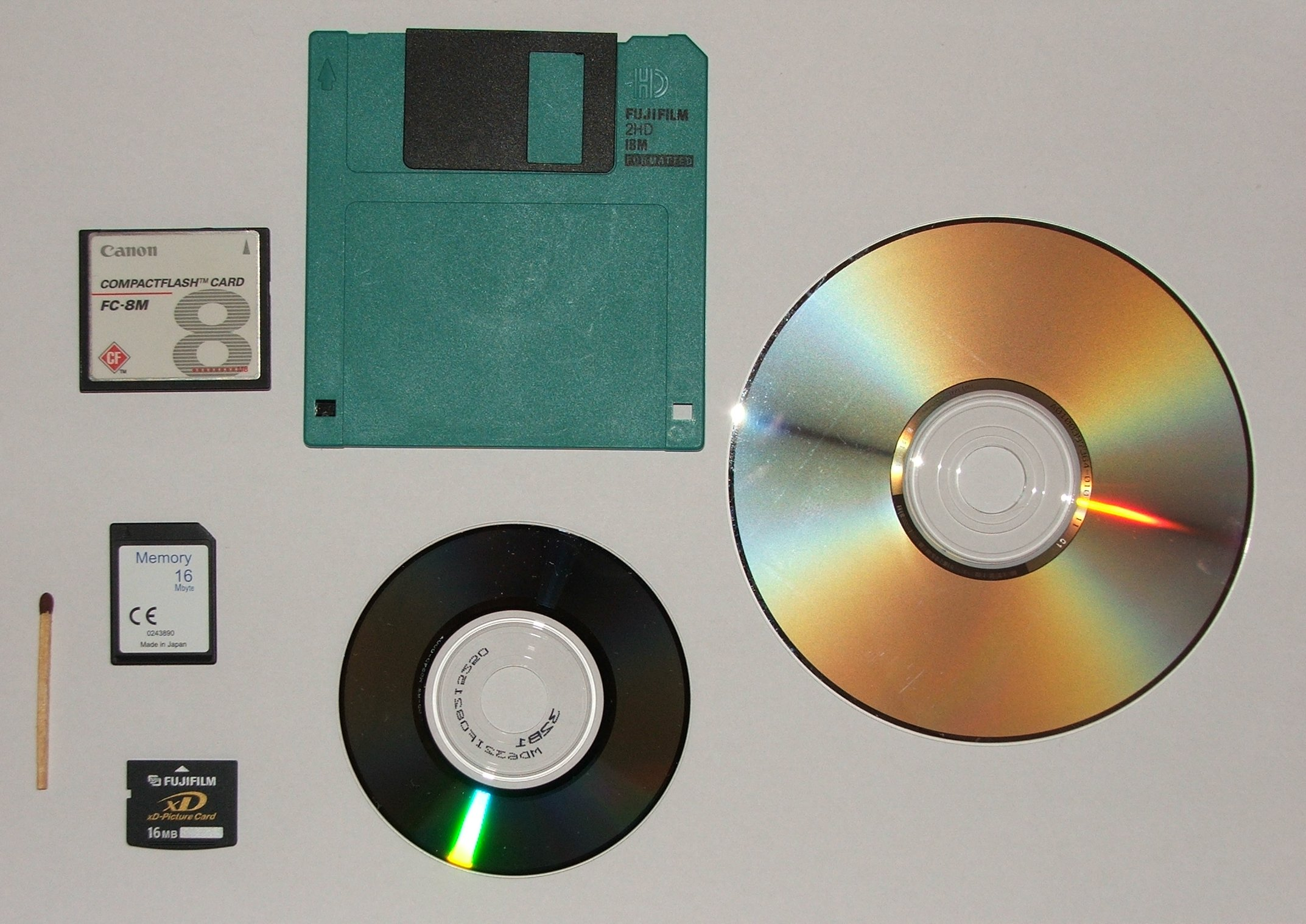

الوسائط المتعددة القابلة للإزالة (بالإنجليزية: Removable media)‏ هو تعبير يطلق على وسائط التخزين الحاسوبية التي بالإمكان تنصيبها وإزالتها من الحاسوب بسهولة وغالبا تستعمل في نقل البيانات من حاسوب إلى آخر.
هذه الوسائط تتضمن الأقراص المرنة، الأقراص الليزرية، الذواكر الوميضية، ووسائط يو إس بي USB.

## اقرأ أيضاً
- عتاد الحاسوب